# Yamato-Takada
Yamato-Takada (大和高田市, Yamato-Takada-shi), sovint romanitzada com a Yamatotakada, és una ciutat i municipi de la prefectura de Nara, a la regió de Kansai, Japó. Col·loquialment també és anomenada Takada (高田), tot i que de manera oficial du l'afegitó de "Yamato" per tal de diferenciar-la d'altres municipis amb el mateix nom arreu del Japó. Actualment (2021), Yamato-Takada és el seté municipi més populós de la prefectura amb 61.774 habitants.

## Geografia

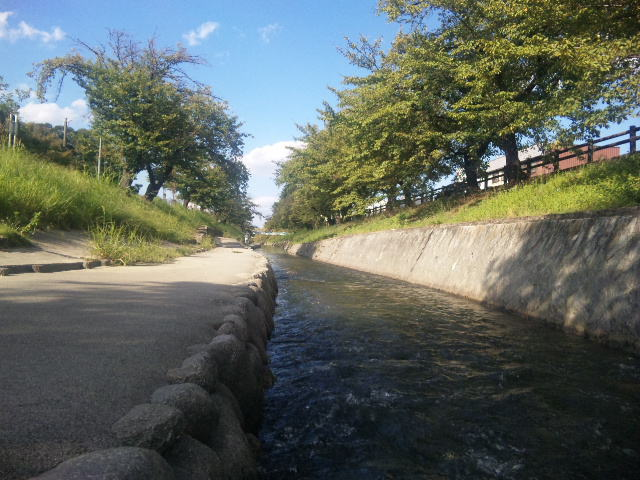
El riu Takada

La ciutat de Yamato-Takada es troba localitzada al centre-oest de la prefectura de Nara (dins de la regió de Chūwa o Yamato Central) i està geogràficament localitzada a la foia de Nara, un territori pla on es concentra la major part de la població prefectural. Pel municipi passen els rius Katsuragi, Takada, Soga i Katsuge. El terme municipal de Yamato-Takada limita amb els de Kōryō al nord; Kashihara a l'est; Gose al sud i Kashiba i Katsuragi a l'oest.

## Història
Habitada des del Paleolític, la ciutat de Yamato-Takada ha conreat l'arròs a la fertil foia de Nara des de temps antics. Al voltant del segle Vé es construïren grans túmuls funeraris o "kofun" a la part nord-oest de l'actual terme municipal. Durant l'edat mitjana, la zona fou governada per una família local fins que aquesta va ser derrotada pel cabdill Oda Nobunaga. A principis del període Edo, la zona va esdevindre un important núcli comercial i religiós budista. Després de la restauració Meiji, a finals del segle xix, s'instal·là a la zona una fàbrica de filadures de cotó, esdevenint poc temps després un dels principals centres de l'indústria tèxtil japonesa.
Després de la Segona Guerra Mundial, la vila de Takada assolí el grau de ciutat l'any 1948 i l'any 1963 s'establí la ciutat el nom actual de Yamato-Takada.

## Administració

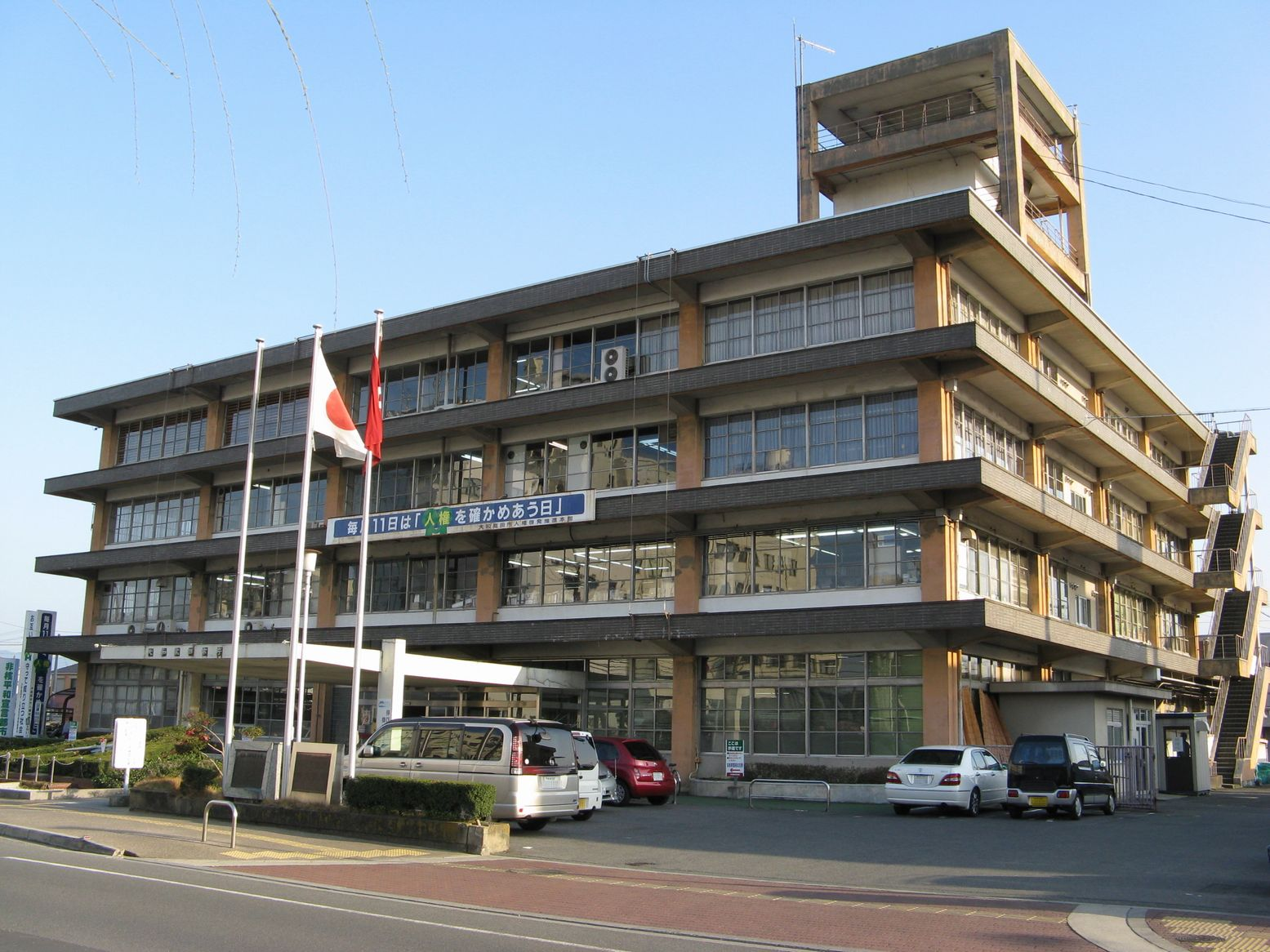
Ajuntament de Yamato-Takada

### Alcaldes
- Tamekichi Horiuchi (1948-1948)
- Senzō Nakura (1948-1952)
- Kumatarō Miyauchi (1952-1956)
- Senzō Nakura (1956-1968)
- Ryūken Tanaka (1968-1975)
- Chūichi Murashima (1975-1979)
- Yasuharu Morikawa (1979-1991)
- Nobuhide Tanaka (1991-1995)
- Toshiharu Matsuda (1995-2003)
- Masakatsu Yoshida (2003-2019)
- Taizō Horiuchi (2019-present)

## Demografia
| 1920   | 1930   | 1940   | 1950   | 1960   | 1970   | 1980   |
| ------ | ------ | ------ | ------ | ------ | ------ | ------ |
| n/a    | n/a    | n/a    | n/a    | 41.705 | 53.475 | 61.711 |
| 1990   | 2000   | 2010   | 2020   | 2030   | 2040   | 2050   |
| 69.237 | 73.668 | 68.458 | 61.774 | -      | -      | -      |

## Transport

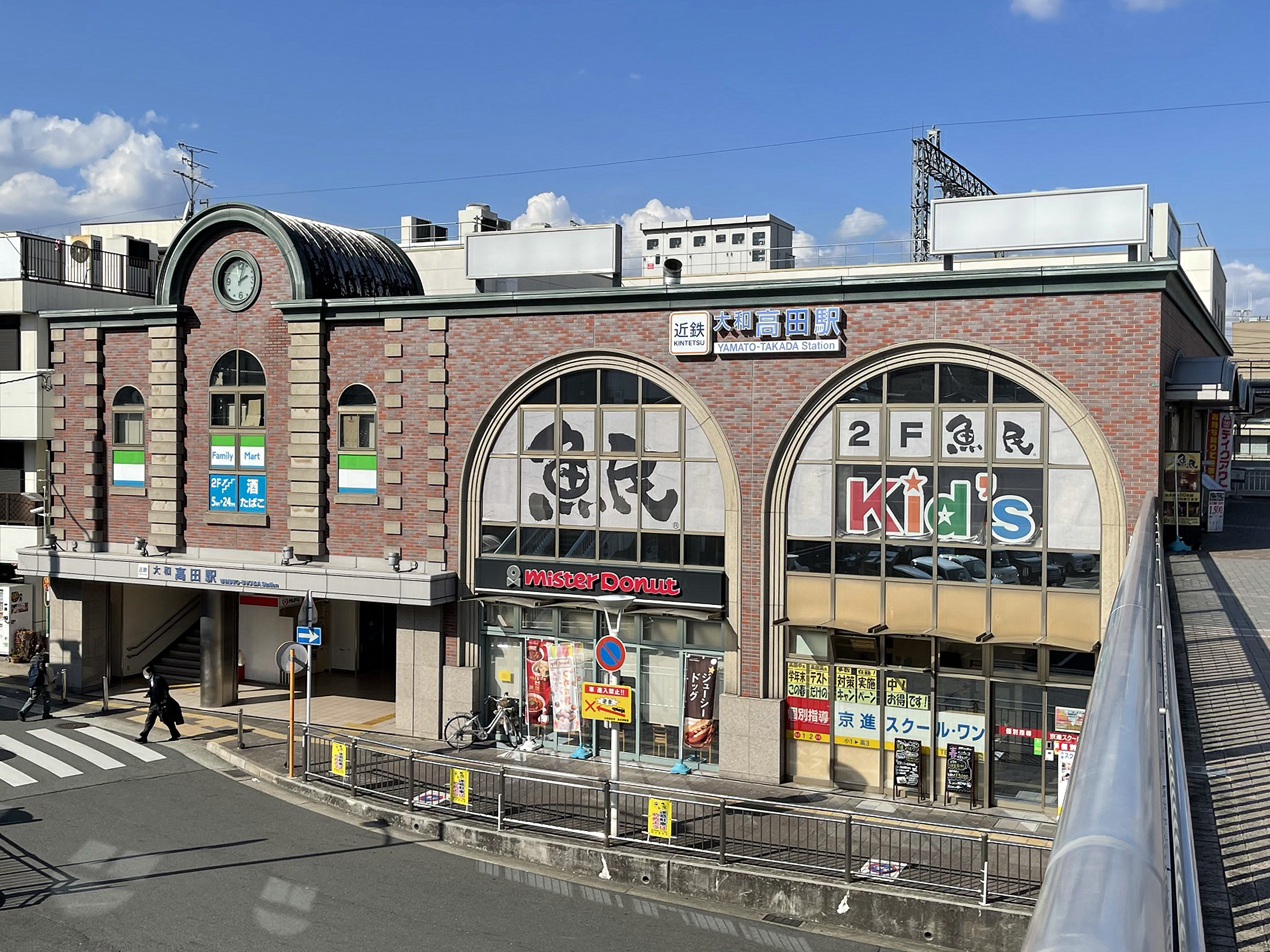
Estació de Yamato-Takada

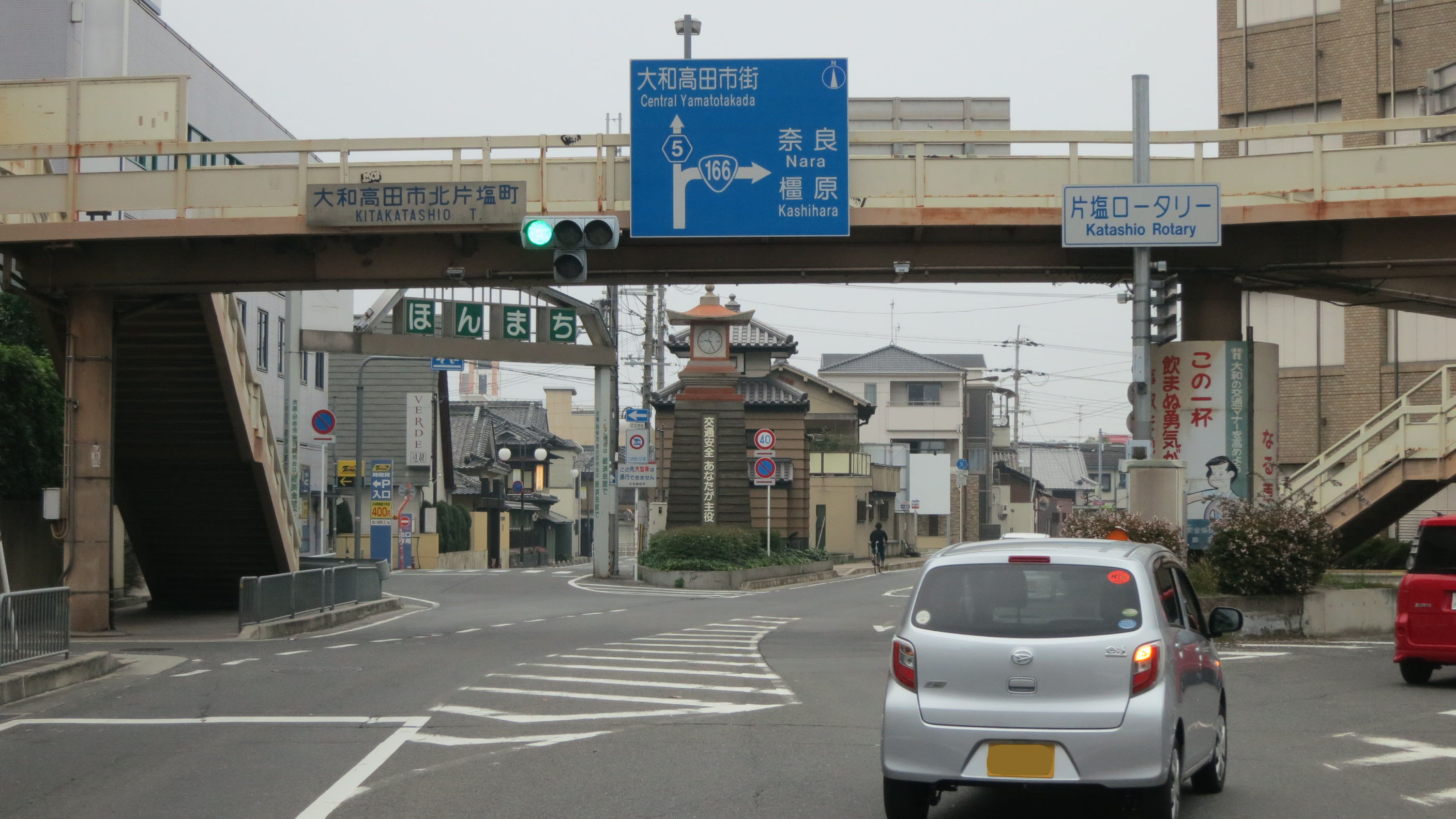
N-166 a Yamato-Takada

### Ferrocarril
- Companyia de Ferrocarrils del Japó Occidental (JR West)
  - Takada
- Ferrocarril Kinki Nippon (Kintetsu)
  - Tsukiyama - Yamato-Takada - Matsuzuka - Takadashi - Ukiana

### Carretera
- Autopista de Kyoto-Nara-Wakayama (Keinawa) - Autopista d'Osaka-Nara Sud (Minami-Hanna)
- N-24 - N-165 - N-166 - N-168
- NR-5 - OS/NR-12 - NR-35 - NR-50 - NR-105 - NR-116 - NR-132 - NR-274 - NR-277 - NR-278

## Agermanaments
- Lismore, Nova Gal·les del Sud, Austràlia. (7 d'agost de 1963)